# Alfred Nathorst

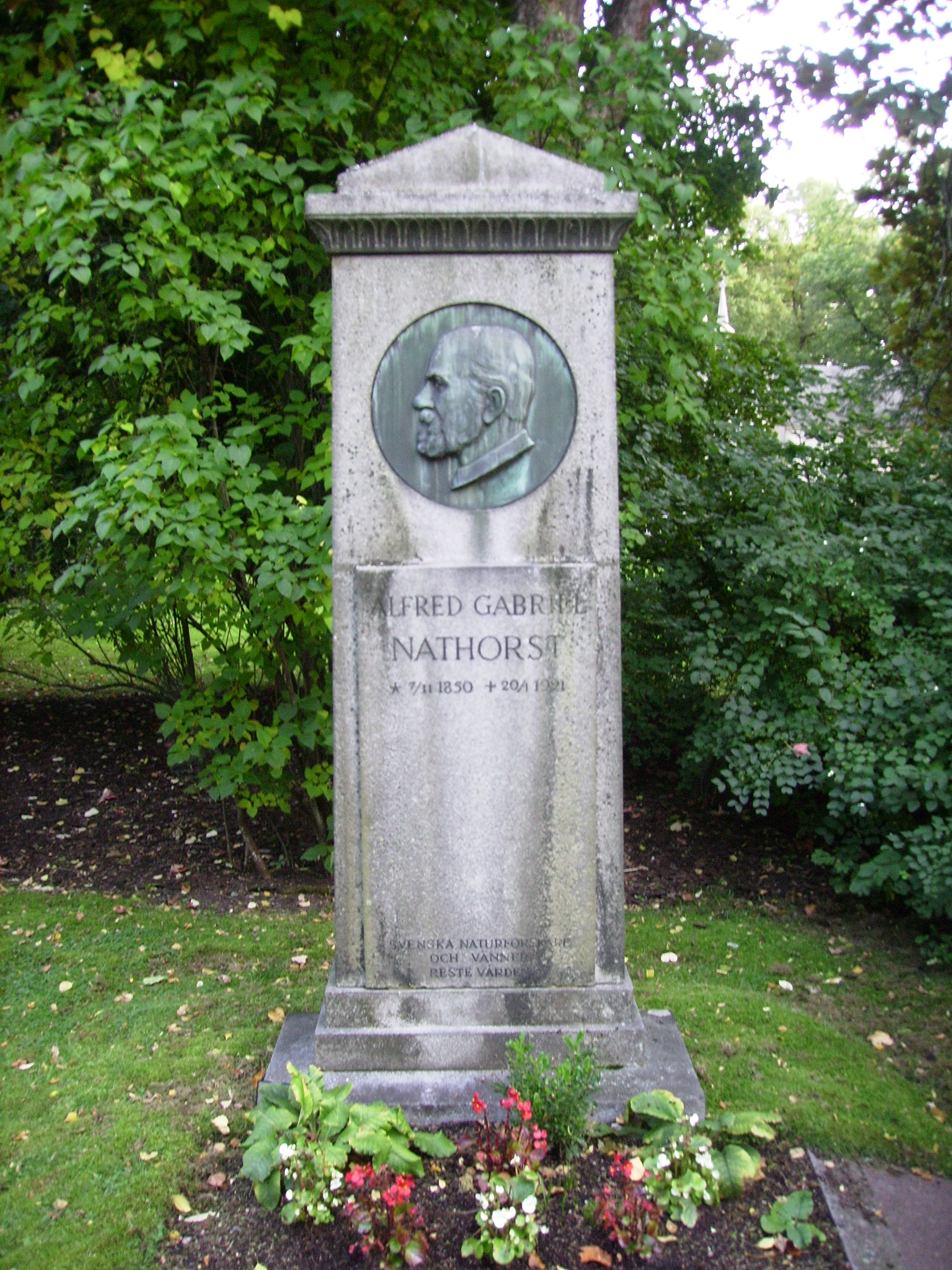
Alfred Gabriel Nathorsts gravvård på Norra begravningsplatsen i Stockholm.

Alfred Gabriel Nathorst, född 7 november 1850 på Väderbrunns lantbruksskola i Bergshammars socken utanför Nyköping , död 20 januari 1921 i Adolf Fredriks församling, Stockholm, var en svensk polarforskare, botaniker och geolog.

## Naturvetenskaperna
Nathorst, som var son till agronomen Hjalmar Nathorst, hade från sin tidigaste ungdom studerat naturvetenskap; botaniken var hans första intresse, men sedan tog geologin försteget, och som kärnan i hans livsverk får anses hans arbete på paleobotanikens område. Nathorst blev filosofie doktor 1874 i Lund, docent i geologi och 1876 geolog vid Sveriges geologiska undersökning (SGU). Nathorsts mera rent geologiska arbeten omfattade från början Skånes geologi, först dess kambriska och sedan dess stenkolsförande bildningar, samt Skånes tektonik, grundad på dislokationerna. I hans verk Om några förmodade växtfossil (1874) påvisas att största delen av de föremål som man dittills beskrivit från de äldre geologiska formationerna, såsom fossila alger, inte är verkliga fossil utan spår av lägre djur, märken av föremål som av vågsvallet sköljts fram på stranden. Bland annat påvisade Nathorst att den som en monokotyledon växt beskrivna Eophyton från Västergötlands underkambrium var av dylikt ursprung. Senare ägnade han sitt geologiska arbete åt polartrakterna och sammanfattade sina undersökningar därom i ett kritiskt översiktsarbete till geologkongressen i Stockholm 1910 (Beiträge zur Geologie der Bären-Insel, Spitzbergen und des König-Karl-Landes). Han fick stor betydelse för spridningen av geologiska kunskaper i Sverige genom utgivandet av Jordens historia (två band, 1888-94), delvis en bearbetning av Melchior Neumayrs Erdgeschichte; samt Sveriges geologi (1894).
Som botaniker behandlade Nathorst den arktiska floran, men ännu mera omfattande var arbete inom paleobotaniken. Redan som ung student (1870) fann han i senglaciala lerlager i Skåne lämningar av växter som inte längre fanns i dessa trakter utan förekom antingen i fjälltrakter eller i de arktiska områdena, till exempel fjällsippan, polarvidet och dvärgbjörken. Senare påvisade han förekomsten av en dylik flora på flera ställen inom området för den nordeuropeiska inlandsisens forna utbredning.
Från Skånes stenkolsförande bildningar beskrev han floristiskt-stratigrafiskt de rika samlingarna av växtfossil och gjorde en detaljerad zonindelning av Skånes rätiska bildningar. I sitt noggranna studium av floran rekonstruerade han även några av de mera karakteristiska ormbunkarna, till exempel Dictyophyllum. Även mera anatomiska och systematiskt morfologiska forskningar rörande den fossila floran föranleddes av det goda materialet; i vissa fall förbättrade Nathorst undersökningsmetoderna, till exempel genom användandet av kollodiumavtryck för att undersöka strukturen av kutikulan.

## Polarforskaren
Nathorst ledde flera expeditioner till bland annat Norra ishavet. Sin första polarfärd gjorde han till Svalbard med ingenjör Hjalmar Wilander 1870. År 1882 besökte han Svalbard igen i sällskap med Gerhard De Geer. År 1883 deltog han i Adolf Erik Nordenskiölds Svenska Grönlandsexpeditionen 1883 med "Sofia" som souschef och ledde dess färd från Waigattet till Kap York. Expeditionen 1898 med fartyget "Antarctic" gick till Björnön, Svalbard och Kung Karls Land. År 1899 genomfördes en expedition till Grönland med bisyfte, att finna Andrées expedition från 1897. Andrée och hans manskap återfanns dock ej och expeditionens viktigaste bidrag blev huvudsakligen kartläggning av områden runt Grönland. Nathorsts polarforskningar gav honom rikt material av polartrakternas fossila floror och han fortsatte Oswald Heers arbeten. Även andra vetenskapsgrenar drog nytta av de olika samlingsarbetena. Dessa två expeditioner beskrivs i böckerna "Två somrar i Norra Ishavet".
Nathorsts land är området mellan Van Mijen- och Van Keulenfjordarna på Spetsbergen. Nathorst tilldelades även Lyellmedaljen 1904.

## Naturhistoriska riksmuseet
Nathorst utsågs till professor i ett kungligt beslut 1884 och intendent för avdelningen för paleobotanik vid Naturhistoriska riksmuseet; 1910 befattningen på ordinarie stat, och 1917 avgick Nathorst med pension. 
Nathorst var mest framstående som paleobotaniker; han hade en stor erfarenhet och hade själv bearbetat floror från alla geologiska formationer och även alla växtgrupper. Tack vare sina förbindelser med paleobotaniker över hela världen kunde han till Naturhistoriska riksmuseet i Stockholm sammanföra ett rikt jämförelsematerial från andra länder. Under största delen av sin verksamhet hade Nathorst sin avdelning av Riksmuseum inrymd i gamla trånga lokaler i Vetenskapsakademiens hus vid Wallingatan, men han kunde i det nya museet vid Frescati (från 1915) inrätta sitt museum och sin institution på ett förebildligt sätt. Det material som Nathorst samlade under sina expeditioner är grunden till museets paleobotaniska samlingar än idag.

## Hedersbetygelser
Nathorst var ledamot av Fysiografiska sällskapet i Lund (1878), Vetenskapsakademien (1885), hedersledamot vid Södermanlands-Nerikes nation, Vetenskapssocieteten i Uppsala (1907) och Vetenskaps- och vitterhetssamhället i Göteborg (1909) samt var ledamot och hedersledamot av omkring 30 utländska lärda sällskap. Han var hedersdoktor vid universiteten i Greifswald, Cambridge, Kristiania och S:t Andrews.
Han är begravd på Norra begravningsplatsen i Stockholm.

## Priser och utmärkelser
- 1890 – Letterstedtska priset för översättningar för bearbetningen av Melchior Neumayers Jordens historia